# Marius (film 2013)
Marius è un film francese del 2013 diretto da Daniel Auteuil.
Il film è basato sull'opera teatrale omonima del 1929 scritta da Marcel Pagnol.

## Trama
Nel Vecchio Porto di Marsiglia, César gestisce il bar della Marina, con suo figlio Marius. Tuttavia, il giovane sogna di imbarcarsi su una delle barche che passano davanti al bar, per partire verso paesi lontani. Fanny, una giovane e bella mercante di frutti di mare, è segretamente innamorata di Marius da anni. Anche quest'ultimo è innamorato della giovane donna, ma non ha mai saputo confessarle il suo amore per lei. Per trattenere Marius dai suoi desideri di viaggio, Fanny dichiara il suo amore a Marius e lo rende geloso attraverso un vecchio amico di César, Honoré Panisse, che, anche se molto più vecchio, la corteggia. Nonostante il suo desiderio di partire, Marius rinuncia ai suoi progetti e decide di scegliere Fanny.
Contro ogni aspettativa, Marius, alla fine, cede alla chiamata del mare e si imbarca con l'aiuto di Fanny che preferisce vederlo felice piuttosto che insoddisfatto.